# Stefan Lex (Sänger)

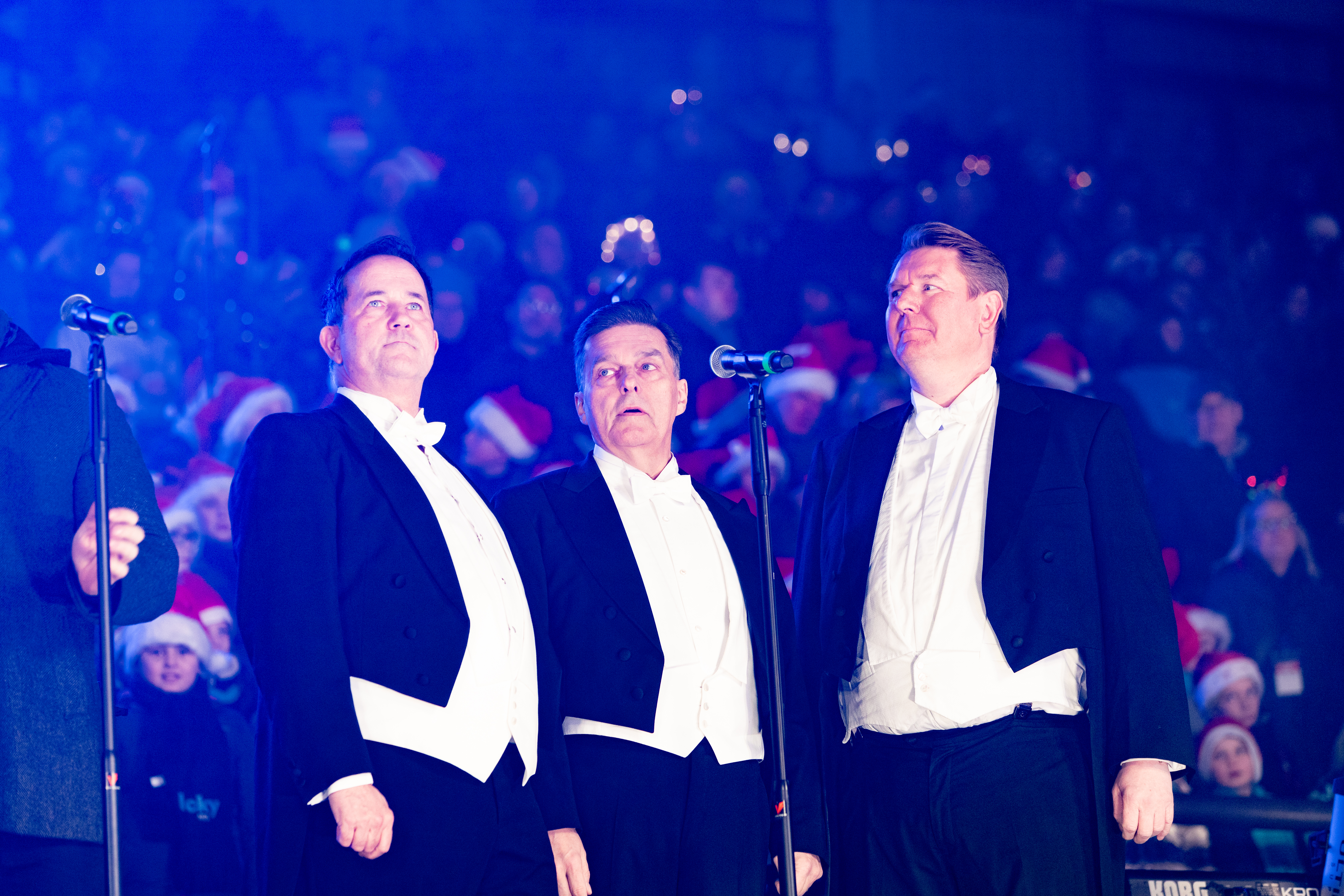
Thomas Heyer, Michael Kurz, Stefan Lex (rechts) im Rheinenergiestadion, 2024

Stefan Lex (* in Essen) ist ein deutscher Sänger (Tenor), Dirigent und Entertainer.

## Leben
Lex studierte Gesang bei Therese Maxein an der Folkwang-Musikschule in Essen und bei Kammersänger Josef Metternich an der Musikhochschule Köln. Danach fand er in Klaus Michael Leifeld aus Herne einen Gesanglehrer und musikalischen Mentor.
Stefan Lex belegte Meisterkurse bei Sylvia Geszty, Liselotte Hammes und  Karl-Josef Görgen. Kammersänger Karl Ridderbusch wählte ihn als Partner für mehrere Konzert- und Liederabendtourneen aus. Stefan Lex musizierte mit Sylvia Geszty, Günter Wewel, Siegfried Jerusalem, Gunther Emmerlich, Hermann Prey sowie Deborah Sasson u. a. Der WDR übertrug mehrere Konzerte mit Stefan Lex, die ARD engagierte ihn für die Sendungen „Kein schöner Land“ und „Heimatklänge“.
Er gab Konzerte im ICC Hamburg, Konzerthaus Dortmund, Kurhaus Wiesbaden, Aalto-Theater Essen, Theater am Marientor Duisburg, Philharmonie Essen, Redoute Mainz, Rosengarten Mannheim, Schloss Sanssouci Potsdam, Grand Hotel Viktoria Interlaken und den Stadthallen von Oberhausen, Wuppertal, Hagen und Siegen. Stefan Lex sang beim Rheingau Musik Festival, den Sommerfarben Herrenberg und den Moselfestwochen. Seit dem Jahr 2000 konzertiert Stefan Lex mit dem Ensemble Pomp-A-Dur. Im Oktober 2004 wurde der Galapreis Künstler des Jahres an Stefan Lex & Pomp-A-Dur verliehen.
Im Frühjahr 2005 gründete der Tenor und Dirigent Stefan Lex das Vokalensemble Stefan Lex mit dem Namen DER CHOR!. 41 ausgewählte Stimmen aus 15 Städten Nordrhein-Westfalens fügen sich zu einem Chorensemble zusammen. Zum Farbspektrum des Chores gehören sowohl populäre Opernchöre wie zum Beispiel der „Gefangenenchor“ aus Nabucco oder der „Pilgerchor“ aus Tannhäuser als auch unbekanntere Stücke wie die Sternennacht von Hermann Schulken oder das Frühlingsnetz von Karl Goldmark. Auch moderne Titel wie Music von John Miles, Spirituals wie When the Saints Go Marching In und Songs von ABBA gehören zum Repertoire des Ensembles.
Lex ist mit der Pianistin Sigrid Althoff verheiratet, mit der er zwei Töchter hat.

## Diskografie
CDs:
- Der Weg zu dir 2009
- Ich sag es mit Musik (Bonus: Grand Prix 2006)
- Highlights 2006
- Weihnachtsfriede 2005
- Ob blond, ob braun  2002